# Sivoleđa patka
Sivoleđa patka (lat. Aythya affinis) je mala sjevernoamerička patka ronilica koja zimi seli prema jugu sve do Srednje Amerike. Navodno je vrlo blizak srodnik patki crninki, s kojom tvori supervrstu. 1838. opisao ju je Thomas Campbell Eyton, engleski prirodoslovac. Jako je popularna u SAD-u i Kanadi za lov i streljaštvo. 1988. lov ove patke ograničen je zakonom. 

## Opis
Odrasle jedinke su 38-48 cm duge, u prosjeku 42-43 cm. Mužjak je težak 790-850 grama, ili 820 grama u prosjeku, dok su ženke nešto manje i pritom im je težina manja, 730 grama u prosjeku. Dužina krila kod mužjaka i ženki je skoro isti, oko 19-20 cm. Kljun je dug 3.6-4.3 cm.
Kod mužjaka glava, vrat, gornji dio leđa i prsa su crne boje. Glava ima ljubičasti sjaj. Leđa su bijela, pokrivena tankom, crnom, valovitom crtom. Trbuh je bijele boje. Bokovi su bijeli, s tamnim, tankim prugama. Rep i dio ispod repa su crni. Kljun je tamnosive boje, s crnim vrhom. Noge i stopala su sivi. Šarenica je žuta.  
Kod ženke oko kljuna nalazi se bijelo područje. Glava i vrat su tamnosmeđi, sa svjetlim pjegama. Leđa su također tamnosmeđa, s bijelim pjegama. Prsa su smeđa. Trbuh je bjelkast. Bokovi su smeđi. Rep je tamnosmeđe boje. Kljun je sličan onome kod mužjaka, samo je malo tuplji.  
Pačići su slični ženkama. 

## Razmnožavanje i životni vijek
Sivoleđa patka ima jedan od najvećih raspona gniježdenja u Sjevernoj Americi, a najveći je u sjevernim šumama Kanade. Ova ptica gnijezdi se u jezerima, barama i močvarama. Preferira vlažna staništa s bujnom vegetacijom. 
Gniježdenje počinje u svibnju. Ženka polaže 6-14 jaja. Gnijezdo se nalazi na zaštićenom području blizu vode. Često se događa da nekoliko ženki u istom gnijezdu polaže jaja. Rekordan broj jaja u gnijezdu je 26, ali tada je isto gnijezdo koristilo više ženki. Dok traje inkubacija, mužjak se sklanja od gnijezda i mitari se. Inkubacija traje samo tri tjedna. Težina pačića pri izleganju iz jajeta je 30.8 grama. Pačići dobivaju perje nakon 45-50 dana, obično na kraju kolovoza ili početku rujna. Postaju spolno zreli u prvoj godini života.
Maksimalni životni vijek sivoleđa patke je 18.3 godine. 

## Prehrana
Ova ptica često roni, a najaktivnija je kad traži hranu. Uglavnom se hrani mekušcima, kao što su školjkaši. Također hrani se i sjemenkama, te drugim dijelovima vodenih biljaka, npr. šaš, trave oštrice, divlja riža... Zimi, ali ljeti manje, hrani se malim ribama, rakovima, kukcima i njihovim ličinkama. U jezeru Erie 1980-ih slučajno se pojavila zebrasta školjka (Dreissena polymorpha). To može stvoriti rizik za sivoleđu patku, jer ta školjka zagađuje okoliš, ova ptica je na to jako osjetljiva zbog toga što se hrani filtriranjem vode. Zbog toga je sivoleđa patka promijenila migracijski put.

## Vanjske poveznice
|  | Zajednički poslužitelj ima stranicu o temi Aythya affinis    |
|  | Zajednički poslužitelj ima još gradiva o temi Aythya affinis |
|  | Wikivrste imaju podatke o taksonu Aythya affinis             |